# Matchless

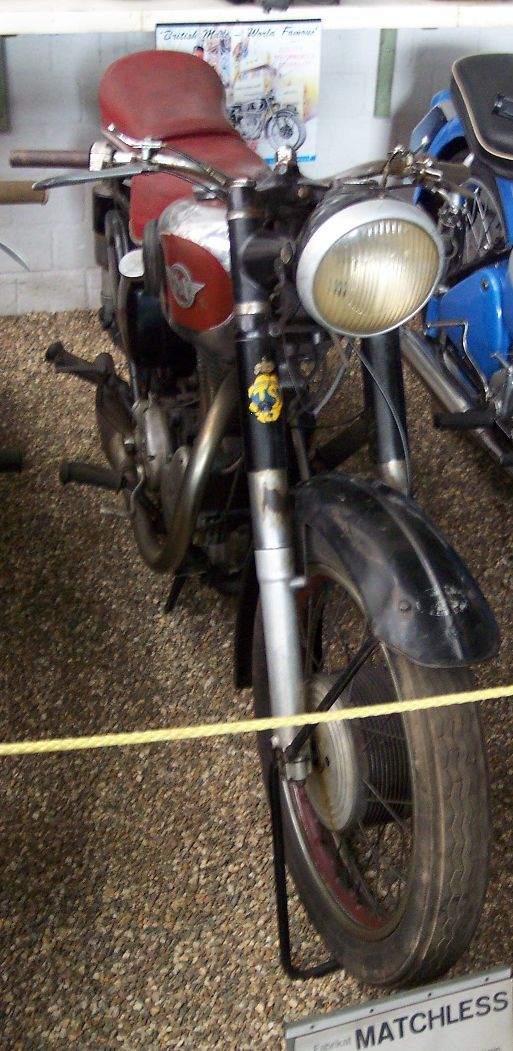
Matchless 350 från 1953.

Matchless är ett Engelskt motorcykelmärke som tillverkades åren 1899-1966.

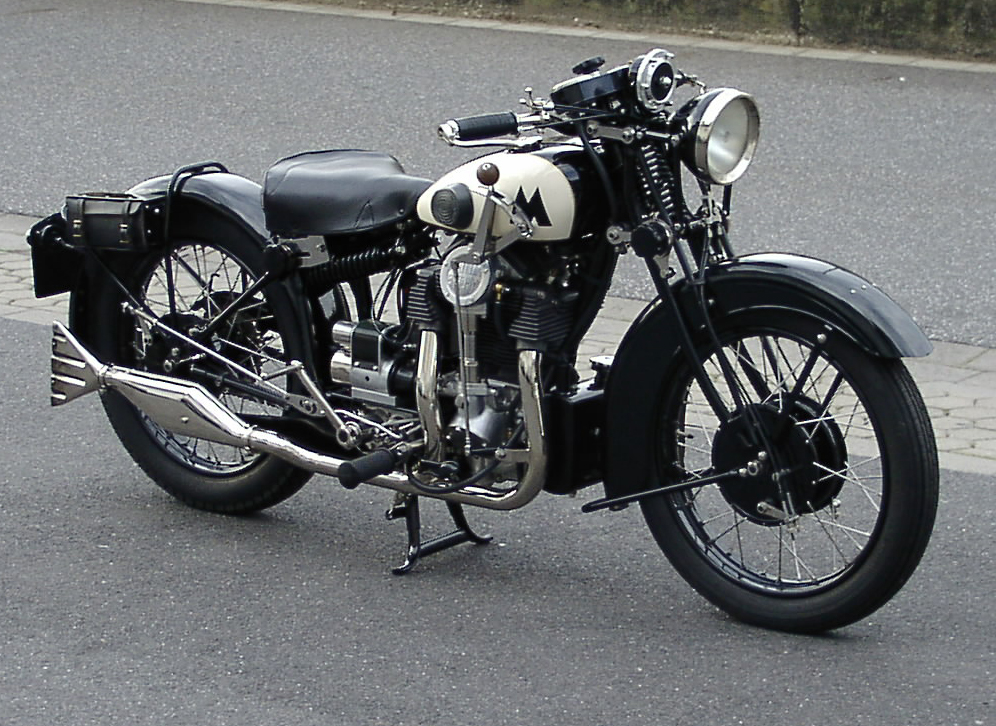
Matchless Silver Hawk

Slogan:
Matchless, second to none.
- Wikimedia Commons har media som rör Matchless.